# Primo Conti
Primo Conti (né le 16 octobre 1900 à Florence et mort le 12 novembre 1988  à Fiesole) est un peintre futuriste italien.

## Biographie
Il est né le 15 octobre 1900. Dès l'âge de 8 ou 9 ans, ses talents précoces dans les domaines de la musique, de la poésie et de la peinture laissaient entrevoir son génie. En 1913, il fit la rencontre des Futuristes.
Son attirance pour les plus récentes innovations s'extériorisait dans des formes presque entièrement futuristes dans ses dessins, alors qu'il développait dans sa peinture un style unique, mélange d'Art nouveau, de fauvisme, d'expressionnisme et 
d'orphisme. Ce ne fut pas avant 1917, après avoir rencontré Giacomo Balla à Rome, et Filippo Tommaso Marinetti à 
Naples (qui félicita plus tard Conti chaleureusement pour son  livre Imbottigliature sur le point d'être imprimé) que Conti devint membre du mouvement futuriste. Sa contribution au mouvement ne se limita pas uniquement à ses œuvres littéraires, mais aussi par les peintures et les dessins qu'il produisit entre 1917 et 1919, années où son travail prit une tendance métaphysique.
Les années 1920 furent une période complexe pour Conti. Il y explora le maniérisme, l'exotisme, la Pittura Metafisica, ainsi que  la grande peinture historique et religieuse, s'intéressant à un vaste domaine auquel s'ajoutait son vif intérêt pour le monde théâtral et littéraire de Luigi Pirandello, Massimo Bontempelli et Enrico Pea, ce qui le conduira à la fondation du prix Viareggio en  1929.
Les années 1930 glisseront à travers différents événements, alternant entre les contraintes dans le privé et les grandes œuvres célébratives, entre l'adhésion forcée au fascisme (il se joint au Partito Nazionale Fascista), et sa rébellion intérieure contre cette adhésion qui transpira dans son refus de se joindre au Groupe Novecento de Margherita Sarfatti et dans d'autres épisodes de non alignement avec la ligne du parti. De nouvelles perspectives s'ouvrent à lui uniquement lorsqu'il s'implique dans le renouvellement de la scénographie du Théâtre lyrique lors de la fondation du Maggio Fiorentino.
Durant les années 1940, longtemps avant la redécouverte officielle (20 ans plus tard) du mouvement futuriste, Conti travaillait encore sur des sujets et des expériences futuristes. De 1948 à 1963, il a suivi la règle de l'Ordre des Franciscains, tout en continuant de peindre.
Plusieurs de ses œuvres sont conservées au Museo Primo Conti (Fondation du musée Primo Conti) dans la villa le Coste à Fiesole (près de Florence).

### Source de la traduction
- (en) Cet article est partiellement ou en totalité issu de l’article de Wikipédia en anglais intitulé « Primo Conti » (voir la liste des auteurs).